# Andreu de York
Andreu, Duc de YorkKG GCVO ADC(P) (Palau de Buckingham 1960). Príncep del Regne Unit amb el tractament d'altesa reial que ostenta, per concessió reial, el ducat de York des de l'any 1986. Tots els seus títols militars i patrocinis reials l'hi van ser retirats per la reina Elisabet II del Regne Unit el gener del 2022 arran de la seva imputació per un jutjat de Nova York a un cas d'abusos sexuals a una menor.
Nascut al Palau de Buckingham el dia 19 de febrer de l'any 1960 essent fill del príncep Felip de Grècia i de la reina Elisabet II del Regne Unit. Andreu era net, per via paterna, del príncep Andreu de Grècia i de la princesa Alícia de Battenberg; i per via materna, del rei Jordi VI del Regne Unit i de la princesa Maria de Teck.
El príncep Andreu fou batejat a la Sala de la Música del Palau de Buckingham el dia 8 d'abril de l'any 1960 per l'arquebisbe de Canterbury, Dr. Geoffrey Fisher, essent padrins: el príncep Enric del Regne Unit, la princesa Alexandra del Regne Unit, lord Elphinstone, el comte d'Euston i lady Georgina Kennard.
Andreu fou el primer nadó nascut d'una monarca regnant des de la princesa Beatriu del Regne Unit, l'any 1857, última filla de la reina Victòria I del Regne Unit.
Rebé la primera formació a mans d'una institutriu al Palau de Buckingham i posteriorment ingressà a la Heatherdown Preparatory School, prop d'Ascot, al comtat de Berkshire. El setembre de 1973 ingressà al prestigiós Gordonstoun School a Morayshire a Escòcia. Anys enrere ja havien assistit a aquest col·legi el príncep de Gal·les i el duc d'Edimburg. Des del mes de gener fins al mes de juny de l'any 1977 realitzà un intercanvi escolar amb la Lakefield College School d'Ontario al Canadà. El mes de juliol de l'any 1979 abandonà la seva formació a Gordonstoun amb nivells excel·lents d'anglès, història, ciències polítiques i economia. A diferència dels seus germans no accedí a la Universitat.
El mes de novembre de l'any 1978 el Palau de Buckingham anuncià que el príncep Andreu ingressaria a la Marina britànica amb la intenció de seguir la carrera militar. Després de les proves d'ingrés, se l'assignà al HMS Deadalus. El mes de setembre del 1979 accedí al Britannia Royal Naval College de Dartmouth. Posteriorment ingressà a la Royal Air Station de Culdrose a Cornualla.
El 2 d'abril de l'any 1982 la colònia anglesa de les Illes Falkland foren envaïdes per l'Argentina que en reclamava la sobirania. Immediatament el govern britànic declarà la guerra a l'Argentina. El vaixell HMS Invicible, a la tripulació del qual estava assignat el príncep Andreu, fou enviat a les Falkland essent el que jugà un rol principal en les maniobres que serviren per reprendre el control de les Illes.
En un primer moment, el govern britànic es mostrà reticent a permetre que el duc de York participés en les maniobres de recuperació de les illes Falkland i mostrà la seva voluntat d'assignar al duc un despatx a les oficines de la Marina a Londres. La perspectiva que un fill de la reina morís en acció era una possibilitat que el Govern britànic preferia evitar al preu que fos. Tot i així, la reina i el duc de York insistiren en la necessitat que el príncep Andreu complís amb les obligacions inherents al seu càrrec a la Marina.
El mes de febrer de l'any 1984, la reina el nomenà el seu ajuda de camp personal. Posteriorment seguí la seva carrera militar a la Marina britànica arribant l'any 1997 al càrrec de comandant. Des de l'any 2001 ha abandonat la vida activa a la Marina.
El dia 23 de juliol de l'any 1986 contragué matrimoni a l'Abadia de Westminster amb Sarah Ferguson, fill del major Ronald Ferguson i de Susan Barrantes. Amb motiu del casament la reina concedí al seu fill el ducat de York, el comtat d'Inverness i la baronia de Killyleagh.
La parella tingué dues filles:
- SAR la princesa Beatriu de York, nascuda a Londres el 1988.
- SAR la princesa Eugènia de York, nascuda a Londres el 1990.

L'any 1992, després de diversos escàndols reflectits a la premsa sensacionalista britànica, els ducs de York acordaren separar-se i posteriorment, l'any 1996, la parella es divorcià. Malgrat posar fi al seu matrimoni la parella ha mantingut una excel·lent relació i no és estrany observar-los amb les seves filles a diverses festes, esquiades o actes socials. Des del seu divorci, Sarah Ferguson ha mantingut el títol de duquessa de York però ha hagut de renunciar al tractament d'altesa reial i ha quedat exclosa del cercle de la família reial britànica.
Actualment el duc de York desenvolupa la seva activitat professional al voltat del Departament de Comerç i Indústria com a representant especial del Regne Unit. El duc de York prengué el relleu del príncep Eduard del Regne Unit en aquesta activitat que l'ha portat arreu del món.
El duc de York és un gran aficionat al golf i és capità del Reial Club de Golf de Saint Andrews. La seva afició al golf li ha generat multitud de crítiques arran de la utilització de l'avió de la Reina per acudir a multitud de tornejos internacionals.
La família York habita Sunninghill Park, al costat del Gran Parc del Castell de Windsor. L'any 2002, el Palau de Buckingham anuncià que el duc de York i la seva família es traslladaria al Royal Lodge del Castell de Windsor, l'antiga residència de lady Elisabet Bowes-Lyon. El duc manté una oficina permanent al Palau de Buckingham.
El gener del 2022 un jutge del tribunal federal de Nova York el va imputar per un delicte d'abusos sexuals a una menor presumptament comès l'any 2001. Acte seguit, la reina Elisabet II del Regne Unit li retirà els títols militars i els patrocinis reials per tal que la corona britànica no es veiés esquitxada per l'escàndol.